# La gran Simpsina
La gran Simpsina, titulado, The Great Simpsina en la versión original, es el decimoctavo episodio de la vigesimosegunda temporada de la serie de animación Los Simpson. Se emitió el 10 de abril de 2011 en Estados Unidos por FOX.

## Sinopsis
Después de hartarse de las recetas con melocotones de Marge, Lisa es perseguida por un mapache, huye del mapache y toca la puerta de un viejo mago. Después se convierte en la aprendiz del gran y legendario mago Raymondo. Cuando ella revela el truco de magia más famoso de su maestro al hijo de un mago rival y este lo intenta hacer, Raymondo tendrá que usar el último truco que le queda bajo la manga, para demostrar por qué él es el mejor mago.
- Datos: Q3062953